# بو هانلي
بو هانلي (بالإنجليزية: Bo Hanley)‏ هو لاعب كرة قدم أمريكية أمريكي، ولد في 14 ديسمبر 1887 في الولايات المتحدة، وتوفي في 21 سبتمبر 1980 في ميلواكي في الولايات المتحدة.